# Olmesartan
L'olmesartan medoxomil è un sartano di indicazione specifica contro l'ipertensione.

## Indicazioni
È utilizzato come farmaco antipertensivo in cardiologia.

## Controindicazioni
Ostruzione renale, e insufficienza epatica. Da controllare la quantità di potassio, da evitare in gravidanza e durante l'allattamento.

## Dosaggi
- Ipertensione, la dose iniziale è di 10 mg al giorno, la dose ottimale è di 20 mg al giorno (dose massima 40 mg al giorno).

## Farmacodinamica
I sartani sono antagonisti dei recettori dell'angiotensina II e impediscono l'interazione tra tale forma di angiotensina e i recettori tissutali denominati AT1 (e anche AT2).
Il blocco dell'AT1 produce effetti simili agli ace-inibitori senza l'effetto collaterale più diffuso (la tosse).

## Effetti indesiderati
Alcuni degli effetti indesiderati sono faringite, cefalea, dolore toracico, tosse, vertigini, nausea, trombocitopenia, vomito, febbre, ipercalcemia, ipoglicemia, iperuricemia, affaticamento, ipotensione, rash, orticaria, rinite, ematuria, artrite.